# Wiaczasłau Hieraszczanka
Wiaczasłau Leonidawicz Hieraszczanka (biał. Вячаслаў Леанідавіч Герашчанка, ros. Вячеслав Леонидович Геращенко, Wiaczesław Leonidowicz Gieraszczenko; ur. 25 lipca 1972 w Mohylewie) – białoruski piłkarz występujący na pozycji pomocnika, reprezentant Białorusi w latach 1997–2004, trener piłkarski.

## Kariera klubowa
W 1990 roku rozpoczął karierę piłkarską w drużynie Dniapro Mohylew. Potem występował w klubach Sielmasz Mohylew, Szyńnik Bobrujsk, Tarpeda Mohylew. Latem 1995 roku wyjechał do Rosji, gdzie bronił barw klubów Czernomoriec Noworosyjsk, CSKA Moskwa i Urałan Elista. W 2000 roku był wypożyczony do Sławii Mozyrz. Latem 2004 rokupowrócił do kraju i występował w Naftanie Nowopołock. Potem odszedł do Sawita Mohylew, gdzie zakończył karierę w 2006 roku.

## Kariera reprezentacyjna
W latach 1997–2004 występował w reprezentacji Białorusi. Łącznie rozegrał 19 meczów.

## Kariera trenerska
Karierę szkoleniowca rozpoczął w 2006 roku. Przez trzy lata był asystentem trenera w Sawicie Mohylew. Po rozformowaniu Sawita od 2009 roku trenował drużynę rezerw BATE Borysów. W 2011 roku został mianowany na stanowisko głównego trenera Dniapra Mohylew, którym kierował do 2013.

## Sukcesy
Sławija Mozyrz
- mistrzostwo Białorusi: 2000